# Adrian Bednarek
Adrian Bednarek (ur. 1984 w Częstochowie) – polski pisarz, absolwent Akademii Ekonomicznej w Katowicach, autor  thrillerów i powieści kryminalnych. Zadebiutował w 2014 roku utworem pt. Pamiętnik diabła – pierwszą częścią z cyklu thrillerów o seryjnym mordercy z Krakowa.

## Publikacje
Cykl thrillerów o seryjnym mordercy Kubie Sobańskim
- Pamiętnik diabła (tom I),  wyd. II, Wydawnictwo Novae Res, Gdynia 2017[3]
- Proces diabła (tom II), wyd. II, Wydawnictwo Novae Res, Gdynia 2018[4]
- Spowiedź diabła (tom III), wyd. I, Wydawnictwo Novae Res, Gdynia 2017[5]
- Wyrok diabła (tom IV), wyd. I, Wydawnictwo Novae Res, Gdynia 2018[6]
- Piętno diabła (tom V), wyd. I wydawnictwo Zaczytani
- Rywal Diabła (tom VI) wyd. I wyd. Zaczytani
- Pokusa diabła.(tom VII) wyd. I, wydawnictwo Zaczytani

Inne powieści
- Skazany na zło, Wydawnictwo Novae Res, Gdynia 2018[7]; thriller
- Pasażer na gapę, Wydawnictwo Novae Res, Gdynia, 2019[8]; thriller
- Córeczki, Wydawnictwo Novae Res, Gdynia, 2019[9]; thriller
- Dziedzictwo zbrodni, Wydawnictwo Zaczytani, 2021[10]; thiller
- Ona, Wydawnictwo Zaczytani, 2022[11]; thiller
- Oczy lęku, Wydawnictwo Zaczytani, 2023[12]; thiller

Cykl thillerów o Jędrku i Patryku
- Zapomniany (tom I), Wydawnictwo Zaczytani, 2021[13]; thiller
- Zapomniany. W matni strachu (tom II), Wydawnictwo Zaczytani, 2022[14]; thiller

Cykl thrillerów kryminalnych o Oskarze Blajerze
- Inspiracja (tom I), wyd. 2020[16]
- Obsesja (tom II),  wyd. 2020[17]
- Fascynacja (tom III), wyd. 2021

Antologie
- Pensjonat pod świerkiem, Wydawnictwo Novae Res, Gdynia 2017, współautorzy: Agnieszka Lingas-Łoniewska, Magdalena Knedler, Anna Szafrańska, Jolanta Kosowska, Daniel Koziarski, Anna Kasiuk, Nina Reichter[18];
- Zakochane Trójmiasto, Wydawnictwo Novae Res, Gdynia 2019, współautorzy: Agnieszka Lingas-Łoniewska, Małgorzata Warda, Anna Szafrańska, Jolanta Kosowska, Daniel Koziarski, Anna Kasiuk, Nina Reichter, Augusta Docher, K.N. Haner[18].